# William Arthur Pailes
William Arthur Pailes (Hackensack, New Jersey, 1952. június 26. –) amerikai űrhajós, ezredes.

## Életpálya
1974-ben a Légierő Akadémiáján (USAF Akadémia) számítástechnikai ismeretekből szerzett oklevelet. 1975-ben kapott pilótajogosítványt, szolgálati repülőgépe a HC–130 volt. 1980-ban Woodbridge (Angliában) bázison teljesített szolgálatot. 1981-ben a Texas A & M University keretében megerősítette számítógépes diplomáját. Az El Segundo (Kalifornia) templom kincstárnoka.
1982 szeptemberétől a Lyndon B. Johnson Űrközpontban részesült űrhajóskiképzésben. Egy űrszolgálata alatt összesen 4 napot, 1 órát, 44 percet és 38 másodpercet (97 óra) töltött a világűrben. A második katonai űrhajós a világűrben. Űrhajós pályafutását 1984 júliusában fejezte be. 1992-1995 között a Védelmi Információs Rendszerek Ügynökség igazgatója (Pentagon). 2002-től 2011-ig az AFJROTC Program keretében, a JROTC Senior Aerospace Science  (Kalifornia) oktatója.

## Űrrepülések
STS–51–J, az Atlantis űrrepülőgép első repülésének kutatás specialistája. Az Amerikai Védelmi Minisztérium megbízásából a második Space Shuttle repülésén MSE mérnök. (MSE – a katonai műholdak üzembe helyezésének, pályairányba állításának specialistája.) A küldetés során a legénység útnak indított két katonai kommunikációs műholdat. Egy űrszolgálata alatt összesen 4 napot, 1 órát, 44 percet és 38 másodpercet töltött a világűrben. 2 776 000 kilométert (1 682 641 mérföldet) repült, 64 alkalommal kerülte meg a Földet.